# Cap de la Devesa (Bagà)
El Cap de la Devesa és una muntanya de 1.754 metres que es troba al municipi de Bagà, a la comarca catalana del Berguedà.